# لورا ويتكومب
لورا ويتكومب (بالإنجليزية: Laura Whitcomb)‏ (19 ديسمبر 1958، باسادينا في الولايات المتحدة)؛ روائية أمريكية.